# (17237) 2000 EC50
(17237) 2000 EC50 est un astéroïde de la ceinture principale d'astéroïdes découvert en 2000.

## Description
(17237) 2000 EC50 a été découvert le 7 mars 2000 à Višnjan, une municipalité située dans le comitat d'Istrie en Croatie, par Korado Korlević.

### Caractéristiques orbitales
L'orbite de cet astéroïde est caractérisée par un demi-grand axe de 2,54 UA, un périhélie de 2,27 UA, une excentricité de 0,11 et une inclinaison de 1,77° par rapport à l'écliptique. Du fait de ces caractéristiques, à savoir un demi-grand axe compris entre 2 et 3,2 UA et un périhélie supérieur à 1,666 UA, il est classé, selon la JPL Small-Body Database, comme objet de la ceinture principale d'astéroïdes.

### Caractéristiques physiques
(17237) 2000 EC50 a une magnitude absolue (H) de 15,0 et un albédo estimé à 0,344.